# Petitionsausschuss (Deutscher Bundestag)

Antwort-Schreiben des Petitionsausschusses vom Deutschen Bundestag aus dem Bundeshaus in Bonn von Anfang 1991 an die HSH – Aktionsgruppe Homosexualität Hannover betreffend § 175 und § 180 StGB – Straftaten gegen die sexuelle Selbstbestimmung

Der Petitionsausschuss ist ein Ausschuss des Deutschen Bundestages zur Behandlung der an diesen gerichteten Petitionen.

## Rechtsgrundlagen
Das Petitions-Grundrecht ist in Art. 17 Grundgesetz verankert. Der Bundestagsausschuss ist in Art. 45c GG geregelt.
Der Petitionsausschuss hat besondere gesetzliche Befugnisse nach dem Gesetz nach Artikel 45c des Grundgesetzes, um für seine Tätigkeit relevante Sachverhalte aufklären zu können, zum Beispiel das Recht auf Aktenvorlage, Auskunftserteilung und Zutritt zu Behörden. Dies kann nur verweigert werden, wenn der Vorgang aufgrund eines Gesetzes geheim gehalten werden muss oder sonstige zwingende Geheimhaltungsgründe bestehen. Gerichte und Verwaltungsbehörden sind zur Amtshilfe verpflichtet.
Der Petitionsausschuss kann sowohl den Petenten als auch Zeugen und Sachverständige vorladen und anhören.

## Petitionen
Man kann bei einem persönlichen Anliegen eine Einzelpetition einreichen. Für allgemeine Anliegen gibt es die öffentliche Petition. Die Einreichung über eine Online-Petition ist seit September 2005 möglich.

### Geschichte
Vor der Online-Petition im September 2005 konnten Petitionen ausschließlich schriftlich eingereicht werden. Sie mussten die vollständige Adresse und die Unterschrift des Petenten enthalten und auf Deutsch abgefasst sein. Weitere Vorgaben gab und gibt es nicht.
Nach einem Besuch des Petitionsausschusses in Schottland, bei dem ein Online-Petitions-System vorgeführt wurde, beschloss der Ausschuss, dieses System zunächst als Modellversuch für den Deutschen Bundestag zu übernehmen. Eine Online-Petition wurde probeweise im September 2005 eingeführt. Da Petitionen zuvor namentlich unterzeichnet werden mussten, war es bis dahin nicht möglich, diese online einzureichen oder mitzuunterzeichnen. Das deutsche öffentliche Online-Petitionssystem lief bis Herbst 2008 als Modellversuch, um zu testen, ob das System für Deutschland anwendbar ist, auf einem System des Schottischen Parlaments, weshalb die Internetseiten öffentliche Petition des Deutschen Bundestages vom International Teledemocracy Centre an der Edinburgh Napier University in Edinburgh zur Verfügung gestellt wurden.
Seit 13. Oktober 2008 hat der Bundestag eine eigene Online-Petitions-Webseite auf Basis des SMF. Anders als bei dem alten System muss sich jetzt jeder Nutzer, der Petitionen einreichen, mitzeichnen und Forenbeiträge schreiben möchte, beim neuen System anmelden. Hierbei wird eine Verifizierungsmail generiert, die beantwortet werden muss. Erst dann sind die interaktiven Elemente freigeschaltet. Für den lesenden Zugriff ist keine Anmeldung notwendig. Die öffentlichen Petitionen sind seitdem unter der Website des Deutschen Bundestages erreichbar. Diese können auch in einem Forum diskutiert werden, sofern man als Nutzer angemeldet ist und sich eingeloggt hat.
Dies wurde auch deshalb festgelegt, um einem Missbrauch vor allem bei den Mitzeichnungen vorzubeugen. In dem alten schottischen System war es noch möglich, ohne Anmeldung Petitionen mitzuzeichnen. Dadurch lag die Hemmschwelle für eine Mitzeichnung niedriger. Es war aber auch möglich, dass dieselbe Petition mehrfach von einer Person mitgezeichnet werden konnte. Wegen des großen Andrangs war die Petitions-Webseite wiederholt vorübergehend nicht erreichbar gewesen.
Unter Kritik stand auch das neue System, weil es relativ schwer bedienbar war. Einzelne Petenten und Unterstützergruppen veröffentlichten daher Anleitungen für Anfänger.
Anfangs hatte das System bei zu großem Ansturm, insbesondere in den Abendstunden, häufig Ausfälle. Die 2008 von Susanne Wiest eingereichte Petition mit der Forderung nach einem Bedingungslosen Grundeinkommen führte vor deren Ende zum Zusammenbruch des Servers, weshalb die Petition sogar um eine weitere Woche verlängert wurde. Die Petition wurde schließlich (auch wegen der Unklarheit, wie viele Personen durch die technischen Schwierigkeiten von der Möglichkeit zur Unterstützung ausgeschlossen waren), zur öffentlichen Anhörung im Petitionsausschuss des deutschen Bundestages angenommen. Die Anhörung fand am Montag, dem 8. November 2010, statt.
Die technischen Schwierigkeiten wurden bis Ende 2009 behoben. 2009 wurden täglich etwa 70 Petitionen entgegengenommen, insgesamt rund 20.000. Etwa zehn Prozent davon wurden online eingereicht. 2010 wurden rund 25 Prozent der Petitionen online eingereicht. Insgesamt gibt es über 920.000 angemeldete Nutzer (Stand: 13. Dezember 2010).

### Einzelpetitionen
Die Einzelpetitionen machen den Großteil der Arbeit des Petitionsausschusses aus: „Neben den Bürgerinnen und Bürgern, die sich über das Internet an den Geschicken der Bundesrepublik beteiligen möchten, widmet sich der Petitionsausschuss ebenso mit großem Engagement den privaten Sorgen und Nöten des einzelnen Bürgers, der sich mit einer Einzelpetition an den Ausschuss wendet. Die falsch berechnete Rente, der nicht finanzierte Rollstuhl, das abgelehnte Besuchervisum, die Bearbeitung von persönlichen
Bitten und Beschwerden machte für den Petitionsausschuss auch 2013 wieder den Großteil seiner Arbeit aus.“
In den Einzelpetitionen kann jeder sein (privates) Anliegen via Online-Formular an den Petitionsausschuss des Bundestages schicken. Die Einzelpetition wird anonym behandelt. Die Daten werden dem Ausschuss verschlüsselt übermittelt und sind damit für Dritte nicht einsehbar.
Es gilt ein „elektronischer Ersatz der Unterschrift“, wenn „der Urheber und dessen Postanschrift ersichtlich sind und das im Internet für elektronische Petitionen zur Verfügung gestellte Formular verwendet wird“. Zur abschließenden Bestätigung der Petition muss dann statt der bei der herkömmlichen Petition erforderlichen handschriftlichen Unterschrift am Schluss der Petition der Name des Beschwerdeführers in ein Unterschriftkästchen eingetragen werden.
Bis auf die technische Übermittlung unterscheidet sich das Verfahren für Online-Petitionen des Deutschen Bundestags prinzipiell nicht vom üblichen Petitionsverfahren. Ein im Internet zur Verfügung gestelltes Online-Formular soll das Abfassen und die Übermittlung des Petitionstextes erleichtern.
Über den Stand der eigenen Petition, die man selbst eingereicht hat, wird man über die in den Kontaktdaten angegebenen Mailadresse / bedarfsweise Postanschrift, über den Sachstand und natürlich später auch das Ergebnis informiert.

### Öffentliche Petitionen
Bei öffentlichen Petitionen wird das Anliegen und die Begründung im Internet unter Bekanntgabe des Namens des Einreichenden eingestellt. Andere Personen, die die Anliegen für berechtigt halten, können diese Petitionen durch eine „Mitzeichnung“ unterstützen. Außerdem können die Nutzer über die Petitionen in einem Forum diskutieren.
Hierbei wird der Petitionstext zunächst für sechs Wochen (vor dem 1. Juli 2024: vier Wochen) online gestellt und kann in diesem Zeitraum von beliebig vielen anderen Menschen durch Angabe ihres Namens „unterschrieben“ werden, vorausgesetzt, diese sind im System angemeldet. Je mehr Unterstützer eine öffentliche Petition erhält, desto größeres Gewicht soll ihr dadurch im folgenden Verfahren verschafft werden können.
Ab 30.000 (vor dem 1. Juli 2024: 50.000) Unterstützern in dieser Zeit („Quorum“) werden in der Regel „ein Petent oder mehrere Petenten in öffentlicher Ausschusssitzung angehört. Der Ausschuss kann jedoch mit einer Mehrheit von zwei Dritteln der anwesenden Mitglieder beschließen, dass hiervon abgesehen wird.“ Die öffentlichen Sitzungen des Petitionsausschusses werden im Parlamentsfernsehen übertragen. Zudem sind die Sendungen ebenfalls im Internet zu sehen und können dort jederzeit als Video-on-Demand auf der Webseite des Bundestages abgerufen werden.
Bevor eine eingereichte Petition als öffentliche Petition im Internet zur Diskussion und zur Mitzeichnung eingestellt wird, muss sie den Kriterien hierfür entsprechen. Diese Überprüfung nimmt recht unterschiedlich Zeit in Anspruch und kann u. U. mehrere Monate betragen. Wird eine Petition, die als öffentliche Petition eingereicht worden ist, nicht veröffentlicht, weil sie den Kriterien hierfür nicht entsprochen hat, wird sie dennoch auf jeden Fall vom Petitionsausschuss behandelt; dann aber als Einzelpetition. Laut Aussage des Petitionsausschusses werden alle Petitionen vom Petitionsausschuss beraten und mit einer Empfehlung verabschiedet, über die der Deutsche Bundestag beschließt.
Der Beschluss des Petitionsausschusses wird bei den öffentlichen E-Petitionen ins Internet gestellt. Die Anzahl der Unterzeichner wirkt sich nicht auf die parlamentarische Prüfung der Petition aus. Von den eingereichten Online-Petitionen werden etwa 5 % veröffentlicht. Nur veröffentlichte Petitionen können auch unterzeichnet werden.

## Mitglieder

### 21. Deutscher Bundestag

#### Sprecher
Das Vorschlagsrecht für die Sprecherposition fiel der AfD zu. Der vorgeschlagene Kandidat Manfred Schiller erhielt in der konstituierenden Sitzung unter der Leitung der Parlamentspräsidentin Julia Klöckner am 21. Mai 2025 in der geheimen Wahl jedoch nicht die erforderliche Mehrheit. Deshalb wurde der dienstälteste Abgeordnete des Ausschusses Andreas Mattfeldt mit der kommissarischen Leitung beauftragt.

#### Mitglieder
Im Petitionsausschuss sind 26 ordentliche Mitglieder vertreten, darunter neun Abgeordnete der Unionsfraktion, sechs der AfD-Fraktion, fünf der SPD-Fraktion und drei Abgeordnete der Fraktion Bündnis 90/Die Grünen sowie der Linksfraktion.
| CDU/CSU – ordentlich                           | CDU/CSU – stellv.  | AfD – ordentlich  | AfD – stellv.           | SPD – ordentlich        | SPD – stellv.         | Bündnis 90/Die Grünen – ordentlich | Bündnis 90/Die Grünen – stellv. | Die Linke – ordentlich  | Die Linke – stellv. |
| ---------------------------------------------- | ------------------ | ----------------- | ----------------------- | ----------------------- | --------------------- | ---------------------------------- | ------------------------------- | ----------------------- | ------------------- |
| Simone Borchardt                               | Günter Baumgartner | Nicole Hess       | Thomas Fetsch           | Jan Dieren              | Sonja Eichwede        | Corinna Rüffer                     | Simone Fischer                  | Moses Arndt             | Anne-Mieke Bremer   |
| Marlon Bröhr                                   | Sandra Carstensen  | Olaf Hilmer       | Rocco Kever             | Daniela Rump Sprecherin | Isabel Mackensen-Geis | Tina Winklmann                     | Max Lucks                       | Ina Latendorf           | Zada Salihović      |
| Benedikt Büdenbender                           | Hermann Färber     | Kurt Kleinschmidt | Knuth Meyer-Soltau      | Stefan Schwartze        | Claudia Moll          | N. N.                              | Swantje Michaelsen              | Sören Pellmann Sprecher | Sarah Vollath       |
| Wolfgang Dahler                                | Michael Hose       | Angela Rudzka     | Ulrike Schielke-Ziesing | Ruppert Stüwe           | Carolin Wagner        |                                    |                                 |                         |                     |
| Heiko Hain                                     | Günter Krings      | Manfred Schiller  | N. N.                   | Serdar Yüksel           | Maja Wallstein        |                                    |                                 |                         |                     |
| Nicklas Kappe                                  | Sepp Müller        | Jörg Zirwes       | N. N.                   |                         |                       |                                    |                                 |                         |                     |
| Andreas Mattfeldt Sprecher, komm. Vorsitzender | Björn Simon        |                   |                         |                         |                       |                                    |                                 |                         |                     |
| Johannes Rothenberger                          | Hans Theiss        |                   |                         |                         |                       |                                    |                                 |                         |                     |
|                                                | Roland Theis       |                   |                         |                         |                       |                                    |                                 |                         |                     |

Stand: 22. Mai 2025

### 20. Deutscher Bundestag
| SPD – ordentlich                 | SPD – stellv.         | CDU/CSU – ordentlich                         | CDU/CSU – stellv.      | Bündnis 90/Die Grünen – ordentlich | Bündnis 90/Die Grünen – stellv. | FDP – ordentlich            | FDP – stellv.            | AfD – ordentlich    | AfD – stellv.   | Gruppe Die Linke – ordentlich | Gruppe Die Linke – stellv. |
| -------------------------------- | --------------------- | -------------------------------------------- | ---------------------- | ---------------------------------- | ------------------------------- | --------------------------- | ------------------------ | ------------------- | --------------- | ----------------------------- | -------------------------- |
| Bengt Bergt                      | Alexander Bartz       | Melanie Bernstein                            | Norbert Altenkamp      | Lukas Benner                       | Sabine Grützmacher              | Valentin Abel               | Christian Bartelt        | Gereon Bollmann     | Rainer Rothfuß  | Sören Pellmann Obmann         | Ina Latendorf              |
| Axel Echeverria Obmann           | Jürgen Berghahn       | Simone Borchardt                             | Carsten Brodesser      | Swantje Michaelsen                 | Chantal Kopf                    | Ingo Bodtke                 | Sandra Bubendorfer-Licht | Dirk Brandes Obmann | Wolfgang Wiehle |                               |                            |
| Annika Klose                     | Dirk Heidenblut       | Marlon Bröhr                                 | Alexander Engelhard    | Beate Müller-Gemmeke               | Anja Liebert                    | Manfred Todtenhausen Obmann | Martin Gassner-Herz      | Manfred Schiller    | Kay-Uwe Ziegler |                               |                            |
| Martin Kröber                    | Isabel Mackensen-Geis | Yannick Bury                                 | Martina Englhardt-Kopf | Corinna Rüffer Obfrau              | Denise Loop                     | Tim Wagner                  | Konstantin Kuhle         |                     |                 |                               |                            |
| Erik von Malottki                | Martin Rabanus        | Ralph Edelhäußer                             | Ingo Gädechens         | Beate Walter-Rosenheimer           | Manuela Rottmann                |                             |                          |                     |                 |                               |                            |
| Takis Mehmet Ali                 | Nadine Ruf            | Bernhard Loos Stellvertretender Vorsitzender | Sepp Müller            |                                    |                                 |                             |                          |                     |                 |                               |                            |
| Udo Schiefner                    | Ingo Schäfer          | Andreas Mattfeldt Obmann                     | Markus Uhl             |                                    |                                 |                             |                          |                     |                 |                               |                            |
| Martina Stamm-Fibich Vorsitzende | Stefan Schwartze      | Sabine Weiss                                 | Klaus Wiener           |                                    |                                 |                             |                          |                     |                 |                               |                            |
| Ruppert Stüwe                    | Dirk Wiese            |                                              |                        |                                    |                                 |                             |                          |                     |                 |                               |                            |

Stand: 12. September 2024

### 19. Deutscher Bundestag
- CDU/CSU-Bundestagsfraktion: Marc Biadacz, Hermann Färber, Marc Henrichmann, Jens Lehmann, Bernhard Loos, Saskia Ludwig, Andreas Mattfeldt, Josef Oster, Gero Storjohann (Sprecher), Marian Wendt (Ausschussvorsitzender)
- SPD-Bundestagsfraktion: Bela Bach, Timon Gremmels, Ralf Kapschack, Udo Schiefner, Stefan Schwartze (Obmann), Martina Stamm-Fibich (stellvertretende Ausschussvorsitzende)
- AfD-Bundestagsfraktion: Martin Hohmann, Johannes Huber (Obmann), Detlev Spangenberg
- FDP-Bundestagsfraktion: Sandra Bubendorfer-Licht, Reginald Hanke, Manfred Todtenhausen (Obmann)
- Linksfraktion: Kerstin Kassner (Obfrau), Sören Pellmann, Kersten Steinke
- Bundestagsfraktion Bündnis 90/Die Grünen: Beate Müller-Gemmeke, Corinna Rüffer (Obfrau), Wolfgang Wetzel

### 18. Deutscher Bundestag
- CDU/CSU-Fraktion: Julia Obermeier, Günter Baumann (Obmann), Hermann Färber, Kordula Kovac, Paul Lehrieder, Antje Lezius, Andreas Mattfeldt, Rita Stockhofe, Gero Storjohann, Michael Vietz, Christel Voßbeck-Kayser, Sabine Weiss
- SPD-Fraktion: Heidtrud Henn, Markus Paschke, Simone Raatz, Annette Sawade, Udo Schiefner, Ursula Schulte, Stefan Schwartze (Obmann), Martina Stamm-Fibich
- Die-Linke-Fraktion: Kerstin Kassner (Obfrau), Kersten Steinke, Birgit Wöllert
- Bündnis 90/Die Grünen-Fraktion: Luise Amtsberg, Peter Meiwald, Corinna Rüffer (Obfrau)

## Vorsitzende des Petitionsausschusses
- 1949–1959: Luise Albertz (SPD)
- 1959–1965: Helene Wessel (SPD)
- 1965–1972: Maria Jacobi (CDU)
- 1972–1987: Lieselotte Berger (CDU)
- 1987–1994: Gero Pfennig (CDU)
- 1994–1998: Christa Nickels (Grüne)
- 1998–2002: Heidemarie Lüth (PDS)
- 2002–2004: Marita Sehn (FDP)
- 2004–2005: Karlheinz Guttmacher (FDP)
- 2005–2017: Kersten Steinke (Linke)
- 2017–2018: Thomas Oppermann (SPD)
- 2018–2018: Heike Brehmer (CDU)
- 2018–2021: Marian Wendt (CDU)
- 2021: Yvonne Magwas (CDU)[22]
- 2021–2025: Martina Stamm-Fibich (SPD)[23]
- seit 2025: Andreas Mattfeldt (CDU, kommissarisch)

stv. Ausschussvorsitzende
- 1949: Karl Kahn (CSU)
- 1949–1953: Hans Tichi (WAV)
- 1953–1957: Karl Kahn (CSU)
- 1957–1963: Friedrich Funk (CDU)
- 1963–1965: Josef Spies (CSU)
- 1965–1969: Helene Wessel (SPD)
- 1969–1972: Walter Fritsch (SPD)
- 1972–1976: Karl-Heinz Hansen (SPD)
- 1976–1983: Richard Müller (SPD)
- 1983–1987: Alfred Meininghaus (SPD)
- 1987–1990: Eugen von der Wiesche (SPD)
- 1990–1994: Bernd Reuter (SPD)
- 1994–2002: Jutta Müller (SPD)
- 2002–2005: Klaus Hagemann (SPD)
- 2005–2018: Gero Storjohann (CDU)
- 2018–2021: Martina Stamm-Fibich (SPD)
- 2021–2025: N. N.: Bernhard Loos (CDU)
- seit 2025: N. N.

## Statistik

### Gesamtzahl der Petitionen im Überblick
Der Deutsche Bundestag listet die eingegangenen Petitionen seit 1980 auf. Die geringste Zahl der Petitionen in diesem Zeitraum war 1980 mit 10.735, die höchste Zahl 1992 mit 23.960 Eingaben.
| Jahr | eingegangene Petitionen | tägl. Durchschnitt |
| ---- | ----------------------- | ------------------ |
| 1980 | 10.735                  | 43,29              |
| 1990 | 16.497                  | 66,79              |
| 2000 | 20.666                  | 83,00              |
| 2005 | 22.144                  | 87,18              |
| 2006 | 16.766                  | 66,53              |
| 2007 | 16.260                  | 65,04              |
| 2008 | 18.096                  | 71,81              |
| 2009 | 18.861                  | 74,85              |
| 2010 | 16.849                  | 66,33              |
| 2011 | 15.191                  | 59,81              |
| 2012 | 15.724                  | 62,65              |
| 2013 | 14.800                  | 59,20              |
| 2014 | 15.325                  | 61,30              |
| 2015 | 13.137                  | 52,55              |
| 2016 | 11.236                  | 44,94              |
| 2017 | 11.507                  | 46,02              |
| 2018 | 13.189                  | 52,76              |
| 2019 | 13.529                  | 54,33              |
| 2020 | 14.314                  | 56,58              |
| 2021 | 11.667                  | 46,11              |
| 2022 | 13.242                  | 52,13              |
| 2023 | 11.410                  | 45,46              |

### Petitionen mit mindestens 50.000 Unterstützenden
Die folgenden elektronischen Petitionen, an den Petitionsausschuss des Deutschen Bundestages adressiert, unterzeichneten 50.000 und mehr Unterstützer.

| Mitzeichner | davon Online | davon Papier | Zeitraum                               | Id Nr. | Inhalt |
| ----------- | ------------ | ------------ | -------------------------------------- | ------ | --- |
| 60.064      |              |              | Januar bis Februar 2007                | 334    | Petition für ein Praktikumsgesetz, das die Bekämpfung der Missstände für die „Generation Praktikum“ zum Ziel hat |
| 128.193     |              |              | Juni bis Juli 2008                     | 630    | Petition zur „Halbierung der Besteuerung von Diesel und Benzin“ |
| 54.236      | 54.236       | -            | 29. Dezember 2008 bis 17. Februar 2009 | 1422   | Reformvorschläge in der Sozialversicherung – Bedingungsloses Grundeinkommen vom 10.12.2008 |
| 134.015     | 133.778      | 237          | 4. Mai bis 16. Juni 2009               | 3860   | Die von Franziska Heine eingereichte Petition „Keine Indizierung und Sperrung von Internetseiten“ war zu diesem Zeitpunkt die Petition mit den bis dahin meisten Unterstützern im Online-Petitionssystem selbst. Diesen Status behielt sie knapp 10 Jahre bis Dezember 2018. Am 22. Februar 2010 fand zu der Petition eine öffentliche Beratung statt, die auch im Internet live übertragen wurde und jetzt noch angesehen werden kann. |
| 106.575     | 106.575      | –            | 4. Juni bis 17. Juli 2009              | 4517   | Eine Petition, eingereicht von Monika Bestle, die zum Ziel hat, die Geschäftspraktiken der GEMA auf ihre Verfassungsmäßigkeit überprüfen zu lassen. |
| 66.033      | 39.565       | 26.468       | 12. November bis 25. Dezember 2009     | 8236   | Petition zur Einführung einer Finanztransaktionssteuer |
| 186.356     | 105.386      | 80.970       | 5. Mai bis 17. Juni 2010               | 11400  | Am 5. Mai 2010 startete der Deutsche Hebammenverband eine E-Petition und überschritt in drei Tagen die für eine sichere öffentliche Sitzung des Ausschusses erforderliche Anzahl von 50.000 Unterstützern. Die Petition richtete sich gegen die steigenden Haftpflichtprämien und die allgemeine schlechte Bezahlung von freiberuflichen Hebammen. Mit insgesamt 186.356 Mitzeichnungen war es bis dahin die Petition mit den meisten Unterstützern. |
| 73.978      | 73.978       | –            | 9. September bis 22. Oktober 2010      | 13587  | Die Mitzeichnenden fordern die Einhaltung der Verträge zur Abschaltung der Atomkraftwerke bis zum Jahr 2023. |
| 121.819     | 121.819      | –            | 29. September bis 11. November 2010    | 14032  | Petition von Wasilka Heim gegen ein befürchtetes Verkaufsverbot von Heilpflanzen und einer damit möglicherweise verbundenen Deklaration und Lizenzierung in der EU. |
| 64.704      | 64.704       | –            | 24. August bis 6. Oktober 2011         | 17143  | Antrag, die verdachtlose Vorratsdatenspeicherung für unzulässig zu erklären und deren europaweites Verbot zu fordern. |
| 61.305      | 61.305       | –            | 22. Februar bis 22. März 2012          | 22697  | Antrag auf das Aussetzen der Ratifizierung des Anti-Counterfeiting Trade Agreement |
| 80.629      | 80.629       | –            | 23. April bis 22. Mai 2012             | 23835  | Petition gegen die Pläne von Bundesarbeitsministerin Ursula von der Leyen zur Einführung einer Rentenversicherungspflicht mit einkommensunabhängiger Beitragshöhe für Selbständige |
| 96.567      | 55.523       | 41.044       | 23. August bis 20. September 2012      | 26229  | Eine Petition, eingereicht von Hans-Jürgen Werner, die zum Ziel hat, bei der geplanten Änderung des Jahressteuergesetzes Ballett-, Tanz- oder Musikschulen wie bisher zu befreien. |
| 62.842      | 62.842       | –            | 20. September bis 18. Oktober 2012     | 35441  | Antrag für die Aufhebung der sogenannten GEMA-Vermutung |
| 76.530      | 76.530       | –            | 21. Mai bis 18. Juni 2013              | 41906  | Antrag auf Verpflichtung der Internetanbieter zur Netzneutralität. Auslöser war hierbei die Drosselung der Geschwindigkeit bei verbrauchtem Daten-Volumen des Festnetz-Anschlusses der Telekom, welche 2016 in Kraft treten soll. Die E-Petition erhielt bereits nach 3 Tagen die erforderlichen 50.000 Unterschriften. |
| 89.786      | 55.271       | 34.515       | 20. November bis 18. Dezember 2013     | 46483  | Abschaffung der Sanktionen und Leistungseinschränkungen (SGB II und SGB XII). Der Deutsche Bundestag möge beschließen, die Paragrafen im Zweiten Buch Sozialgesetzbuch (Grundsicherung für Arbeitsuchende, § 31 bis § 32 SGB II) und im Zwölften Buch Sozialgesetzbuch (Sozialhilfe, § 39a SGB XII) ersatzlos zu streichen, die die Möglichkeit von Sanktionen bzw. Leistungseinschränkungen beinhalten. |
| 83.156      | 36.149       | 47.007       | 23. Oktober bis 24. November 2017      | 73900  | Legalisierung von Cannabis in Deutschland |
| 65.214      | 57.512       | 7.702        | 23. Mai bis 20. Juni 2018              | 79822  | Gemeinsame Erklärung 2018 – Die Petition richtete sich „gegen illegale Masseneinwanderung“. |
| 95.342      | 95.268       | 74           | 18. Juli bis 15. August 2018           | 80946  | Petition zur Erweiterung des Verpackungsgesetzes (BGBl. I S. 2234, gültig ab 1. Januar 2019) um konkrete Maßnahmen, die die Verwendung von biologisch nicht abbaubaren Verpackungen im Lebensmittelsektor stark reduzieren. |
| 203.459     | 159.779      | 43.680       | 15. November bis 13. Dezember 2018     | 85363  | Heilberufe – Ablehnung des Gesetzentwurfs zum Terminservice- und Versorgungsgesetz (TSVG) vom 25.10.2018 Die Petition richtete sich gegen die Einführung einer gestuften und gesteuerten Versorgung in der Psychotherapie, um zusätzliche Hürden für psychisch Kranke zu verhindern. Diese Petition stellte einen neuen Rekord bei der Anzahl der online mitzeichnenden Unterstützer auf. Zusätzlich wurden am 13. Dezember 2018 43.680 Unterschriften dem Vorsitzenden des Petitionsausschusses auf Listen übergeben. Die Petition wurde von der Petentin Ariadne Sartorius aus dem Bundesvorstand des Bundesverbands der Vertragspsychotherapeuten mit Unterstützung von 28 Psychotherapieverbänden eingereicht. |
| 107.964     | 107.964      | –            | 21. November bis 19. Dezember 2018     | 85565  | Petition gegen den Global Compact for Migration der Vereinten Nationen. |
| 59.040      | 59.040       | –            | 6. März bis 3. April 2019              | 89913  | Generelles Tempolimit von 130 km/h auf deutschen Autobahnen |
| 54.643      | 54.643       | –            | 7. März bis 4. April 2019              | 88260  | Verfahrensaussetzung zur Vergabe von 5G-Mobilfunklizenzen / Keine Einführung des 5G-Mobilfunkstandards ohne Unbedenklichkeitsnachweis |
| 73.177      | 56.847       | 16.330       | 29. April bis 27. Mai 2019             | 89118  | Völkerrecht – Anerkennung des Holodomor 1932–1933 in der Ukraine als Genozid |
| 84.612      | 54.405       | 30.207       | 30. April bis 28. Mai 2019             | 92805  | Angemessene Übergangsregelungen für derzeitige Psychologiestudierende und PiA |
| 81.425      | 81.425       | –            | 30. April bis 28. Mai 2019             | 91015  | Besteuerung von Periodenprodukten mit dem ermäßigten Mehrwertsteuersatz von 7 % |
| 55.108      | 55.108       | –            | 25. Juni bis 23. Juli 2019             | 94357  | Klimaschutz – Ausrufung eines Klimanotstandes innerhalb der nächsten drei Monate zum Erreichen einer effektiven Klimapolitik |
| 413.473     | 10.754       | 402.719      | 17. Juli bis 14. August 2019           | 94089  | Arzneimittelpreise – Verbot des Versandhandels mit verschreibungspflichtigen Arzneimitteln |
| 57.067      | 57.067       | –            | 15. Oktober bis 12. November 2019      | 99915  | Verbraucherschutz – CO2e-Kennzeichnung auf Lebensmitteln vom 01.10.2019 |
| 176.134     | 176.134      | –            | 30. März bis 27. April 2020            | 108191 | Reformvorschläge in der Sozialversicherung – Einführung eines Bedingungslosen Grundeinkommens vom 14.03.2020 Diese Petition stellte bis zum Ende der Mitzeichnungsfrist am 27. April 2020 einen neuen Rekord bei der Anzahl der online mitzeichnenden Unterstützer auf. |
| 93.033      | 57.766       | 35.267       | 12. Oktober bis 9. November 2021       | 122600 | Krankheitsbekämpfung – Angemessene Versorgung von ME/CFS-Erkrankten (Ergänzung von § 116b SGB V). Verbesserung der aus Betroffenensicht verheerenden medizinischen Versorgungslage der ca. 250.000 ME/CFS-Erkrankten in Deutschland, umfassende Investitionen in die biomedizinische Erforschung dieser Krankheit und dauerhafter Beistand für die Betroffenen, etwa durch Benennung einer/s Beauftragten oder durch Schaffung einer interfraktionellen Arbeitsgruppe |
| 126.251     | 126.251      | –            | 30. Dezember 2021 bis 27. Januar 2022  | 128004 | Abschaffung des § 20a IfSG (Immunitätsnachweis gegen COVID‑19) i. d. F. 10. Dezember 2021, welcher faktisch Beschäftigten im Gesundheitswesen eine COVID‑19 Impf- oder alternativ Ansteckungspflicht auferlegt (ab 15. März 2022), zugunsten einer Teststrategie. |
| 133.379     | 133.379      | –            | 3. bis 31. Januar 2022                 | 128564 | Gegen eine bis dahin nicht existierende allgemeine Corona-Impfpflicht und für gleiche Regeln für alle (etwa Testpflicht). Zeitgleich befand sich auch eine Petition für eine allgemeine Impfpflicht in der Mitzeichnungsfrist, die online jedoch nur 1,322 Mitzeichnende aufwies. Eine wesensgleiche Petition gegen eine allgemeine Impfpflicht wurde bereits vor der COVID-19-Pandemie im März 2019 eingebracht, befindet sich 2024 aber noch in der Prüfung. |
| 111.794     | 111.794      | –            | 14. Juni bis 13. Juli 2022             | 133680 | Für gleichen Mutterschutz bei Selbständigen wie bei Angestellten. Für die Schaffung von existenz- und betriebssichernden Instrumenten bei Schwangerschaft (z. B. analog Betriebshilfe). |
| 64.348      | 64.292       | 56           | 29. Mai bis 22. Juli 2022              | 134514 | Gesetzliche Krankenversicherung – Leistungen – Bessere medizinische Versorgung von Patienten mit Lipödem-Erkrankung |
| 58.471      | 58.471       | –            | 16. September bis 14. Oktober 2022     | 136760 | Für die Rückgängigmachung des Atomausstiegs. Anlässlich der weltweiten Energiekrise seit 2021 wurde bereits eine Laufzeitverlängerung diskutiert, diese Petition fordert jedoch einen dauerhaften Atomeinstieg. |
| 110.875     | 56.682       | 54.193       | 01. bis 29. Dezember 2022              | 139965 | Krankenhauswesen – Keine Schließungen von Geburtshilfestationen aufgrund der Hochsetzung der Mindestfallzahl |
| 102.111     | 101.877      | 234          | 17. Februar bis 27. April 2023         | 146290 | Photovoltaik – Vereinfachungen für Balkonsolaranlagen |
| 94.770      | 33.638       | 61.132       | 27. Februar bis 5. April 2023          | 146839 | Off-Shore Energie – Keine Aufnahme der geplanten LNG-Terminals vor der Küste Rügens in das LNG-Beschleunigungsgesetz |
| 72.106      | 54.097       | 18.009       | 23. März bis 1. Juni 2023              | 148151 | Heilberufe – Finanzierung der Weiterbildung für Psychotherapeuten |
| 66.302      | 66.302       | –            | 6. April bis 1. Juni 2023              | 148779 | Erziehungsgeld/Elterngeld – Erhöhung des Elterngeld-Höchstbetrages und der Ersatzraten/Regelmäßiger Inflationsausgleich |
| 58.188      | 58.188       | –            | 5. Mai bis 27. Juli 2023               | 150309 | Patientenrechte – Anlegen der elektronischen Patientenakte nur mit ausdrücklichem Einverständnis der betroffenen Bürger |
| 74.075      | 74.075       | –            | 12. Mai bis 20. Juni 2023              | 150793 | Gesundheitsvorsorge – Keine Zustimmung zum Pandemievertrag mit der WHO |
| 92.024      | 29.315       | 62.709       | 8. Juni bis 6. Juli 2023               | 150963 | Steigerung der Attraktivität der Freiwilligendienste; Taschengeld angelehnt an BAföG-Höchstsatz; kostenlose Nutzung Nah- u. Fernverkehr; Wertschätzung durch Anrechnung auf Ausbildung/Studium, besseren Zugang zu Wohngeld, keine Anrechnung bei Unterhalt u. Sozialleistungen der Eltern/Geschwister; vielfältigeres Platzangebot u. Rechtsanspruch; bessere Finanzierung v. Seminaren; mehr Teilzeit. |
| 53.998      | 53.980       | 18           | 3. Juli bis 6. August 2023             | 153198 | Erziehungsgeld/Elterngeld – Unveränderte Beibehaltung der Einkommensgrenze nach § 1 Absatz 8 des Bundeselterngeldgesetzes |
| 54.960      | 54.960       | –            | 7. Juli bis 11. September 2023         | 153338 | Kindergrundsicherung – Einplanung von 12 Milliarden Euro für die Finanzierung der geplanten Kindergrundsicherung |
| 93.575      | 43.421       | 50.154       | 15. Oktober bis 20. Dezember 2023      | 158622 | Vergütung für medizinische Leistungen – Verbesserung der Rahmenbedingungen für die ambulante Versorgung |
| 75.811      | 75.363       | 448          | 17. Dezember bis 16. Januar 2024       | 161196 | Steuerrecht – Unveränderte Beibehaltung der Agrardieselrückvergütung und der KfZ-Steuerbefreiung für Land- und Forstwirte |
| 58.516      | 58.516       | –            | 8. Februar bis 7. März 2024            | 162857 | Arzneimittelwesen – Beibehaltung der Erstattungsregelung für u. a. homöopathische Arzneimittel sowie homöopathische Leistungen in der GKV |